# Ezio Gianola
Ezio Gianola, född den 13 juni 1960 Lecco, är en italiensk före detta roadracingförare.

## Roadracingkarriär
Gianola tävlade elva säsonger i VM, i 125GP. Han vann aldrig något VM-guld, men lyckades bli tvåa i 125GP bakom Jorge Martínez i Roadracing-VM 1988. Totalt vann Gianola nio Grand Prix.

## Segrar 125GP
| Nr | Grand Prix     | År   |
| -- | -------------- | ---- |
| 1  | Frankrike      | 1985 |
| 2  | Västtyskland   | 1988 |
| 3  | Storbritannien | 1988 |
| 4  | Japan          | 1989 |
| 5  | Italien        | 1989 |
| 6  | Italien        | 1992 |
| 7  | Europa         | 1992 |
| 8  | Holland        | 1992 |
| 9  | Frankrike      | 1992 |